# Elisa Valero
Elisa Valero Ramos (...) è un'architetta spagnola.

## Biografia

### Formazione
Ha studiato Architettura presso la Scuola tecnica superiore di architettura dell'Università di Valladolid (UVa), dove ha ottenuto il premio per il miglior curriculum accademico del corso 1995-'96 e si è laureata nel 1996 con Premio Straordinario di Fine carriera.
Nel 2000 ha conseguito il dottorato presso la Scuola tecnica superiore di architettura dell'Università di Granada (UGR), vincendo nel 2003 una borsa dell'Accademia di Spagna a Roma.

### Carriera professionale
Nel 1996 si è trasferita in Messico per insegnare all'Università nazionale autonoma del Messico (UNAM); qui ha portato a termine il suo primo incarico, la riabilitazione del ristorante Los Manantiales a Xochimilco, opera dell'architetto Félix Candela.
Nel 1997 ha fondato il proprio studio di architettura a Granada.
Dal 2012 è professoressa ordinaria di Progettazione presso la ETSA dell'UGR, divenendo la terza donna a ricevere questo incarico in Spagna. Nella stessa università, dirige il gruppo di ricerca RNM909 "Vivienda Eficiente y Reciclaje Urbano".
È professoressa invitata all'Accademia di Architettura di Mendrisio.

## Ricerca

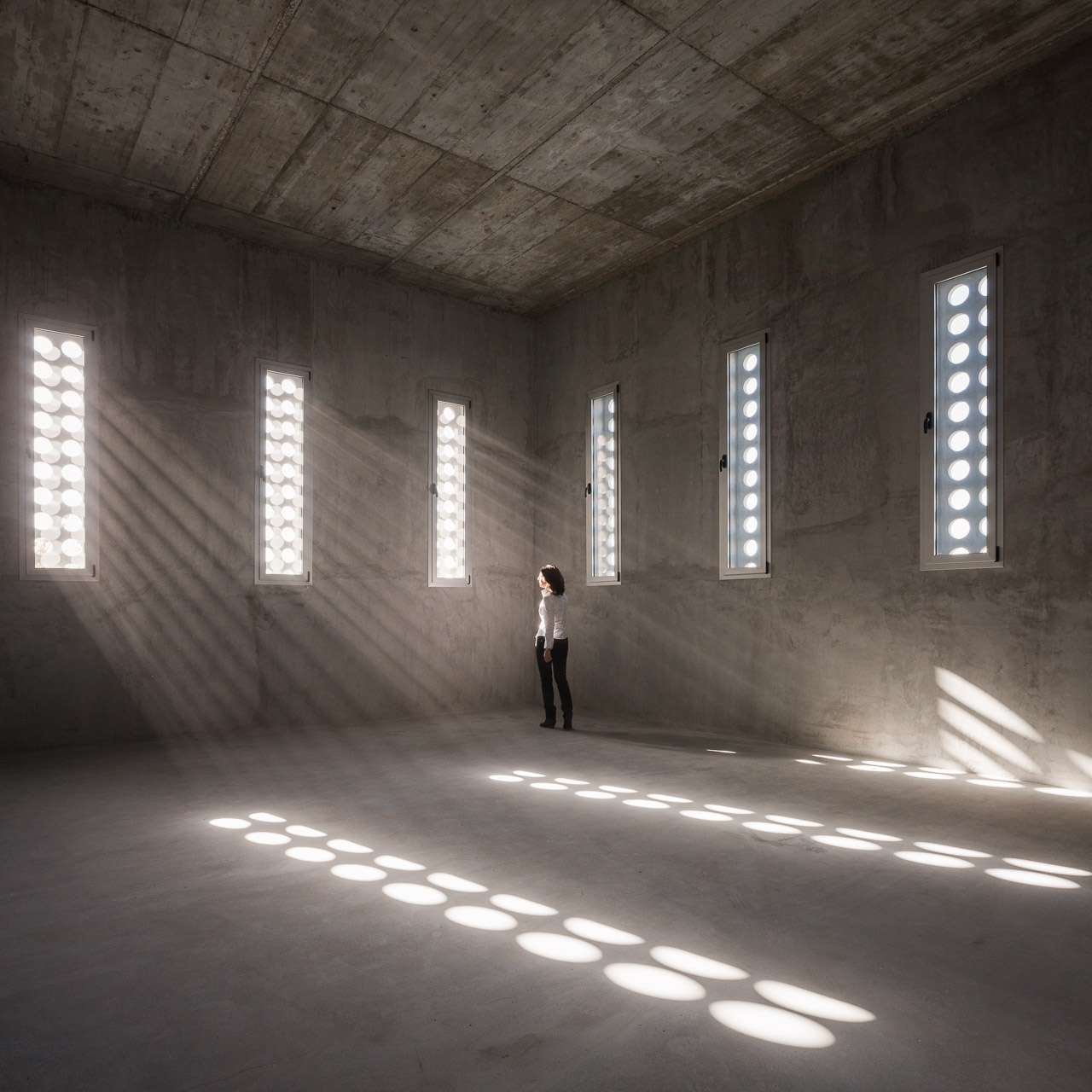
Ampliamento nel Collegio Cerrillo a Macarena, Granada

Ha supervisionato diverse tesi di dottorato e progetti di ricerca ed è autrice di quasi 200 scritti, includendo atti di conferenze, capitoli di libri e articoli in riviste scientifiche. Tanto nel suo lavoro come nei suoi scritti, Elisa Valero difende l'architettura sostenibile e rinnovabile.
Si interessa alla luce in architettura, così come all'architettura per i bambini, in particolare agli ospedali pediatrici. Dal 2012 collabora con la Fondazione Aladina, una fondazione spagnola che cerca di migliorare la vita dei bambini malati di cancro.

## Pubblicazioni
- Housing, Melfi Libria, 2018[18].
- Light in Architecture: The Intangible Material, Londra, RIBA publishing[19], 2015[20].
- Glosario de reciclaje urbano, General de Ediciones de Arquitectura, 2014[21].
- Diccionario de la luz, General de Ediciones de Arquitectura, 2012[22].
- La materia intangible, reflexiones sobre la luz en el proyecto de arquitectura, General de Ediciones de Arquitectura, 2009[23].
- Elisa Valero arquitectura 1998-2008. Monografía de obra propia, General de Ediciones de Arquitectura, 2009[24].
- La Universidad laboral de Almería, Colegio Oficial de Arquitectos de Andalucía Oriental, 2008[25][26].
- Ocio peligroso, introducción al proyecto de arquitectura, General de Ediciones de Arquitectura, 2006[27].

## Architetture (parziale)

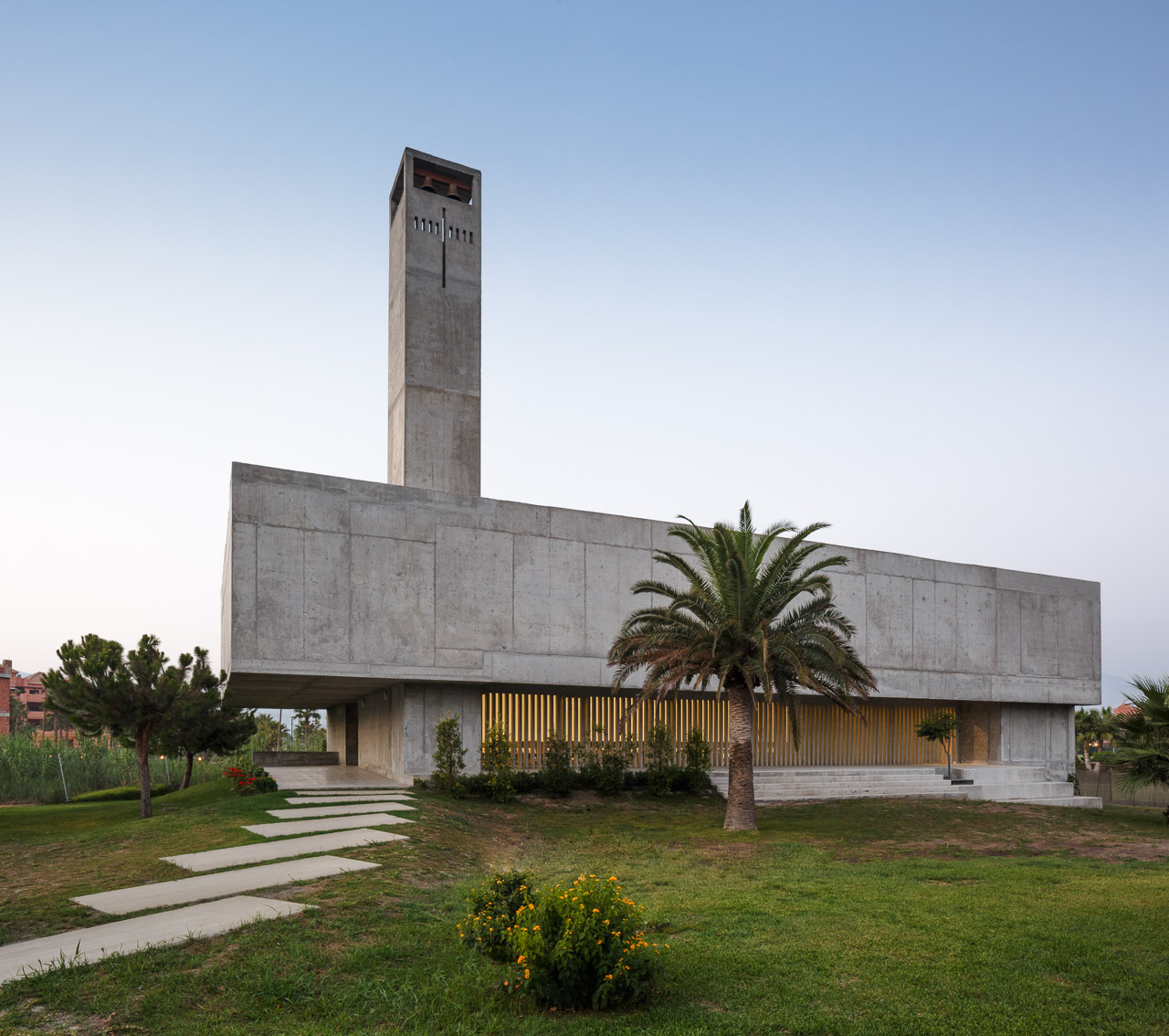
Chiesa di Santa Giuseppina Bakhita a Playa Granada. Motril, Granada

- Nuova sala dei genitori e ristrutturazione del "Patio de los Valientes", Ospedale Virgen del Rocío, Siviglia[28].
- 8 abitazioni sperimentali in Calle Huertos de San Cecilio, Granada, 2018[29][30][31].
- Chiesa di Santa Giuseppina Bakhita, Playa Granada, Motril, 2016[32][33].
- Scuola materna del quartiere di Serrallo, Granada, 2011[34].
- Galleria d'arte Plácido Arango, Madrid, 2008[35].
- Centro Sociale Polivalente, Lancha del Genil, Granada, 2006[36][37].
- 13 abitazioni auto-costruite, Palenciana, Cordova, 2003[38].
- Casa San Isidro, architettura bioclimatica, Granada, 2003[39][40].

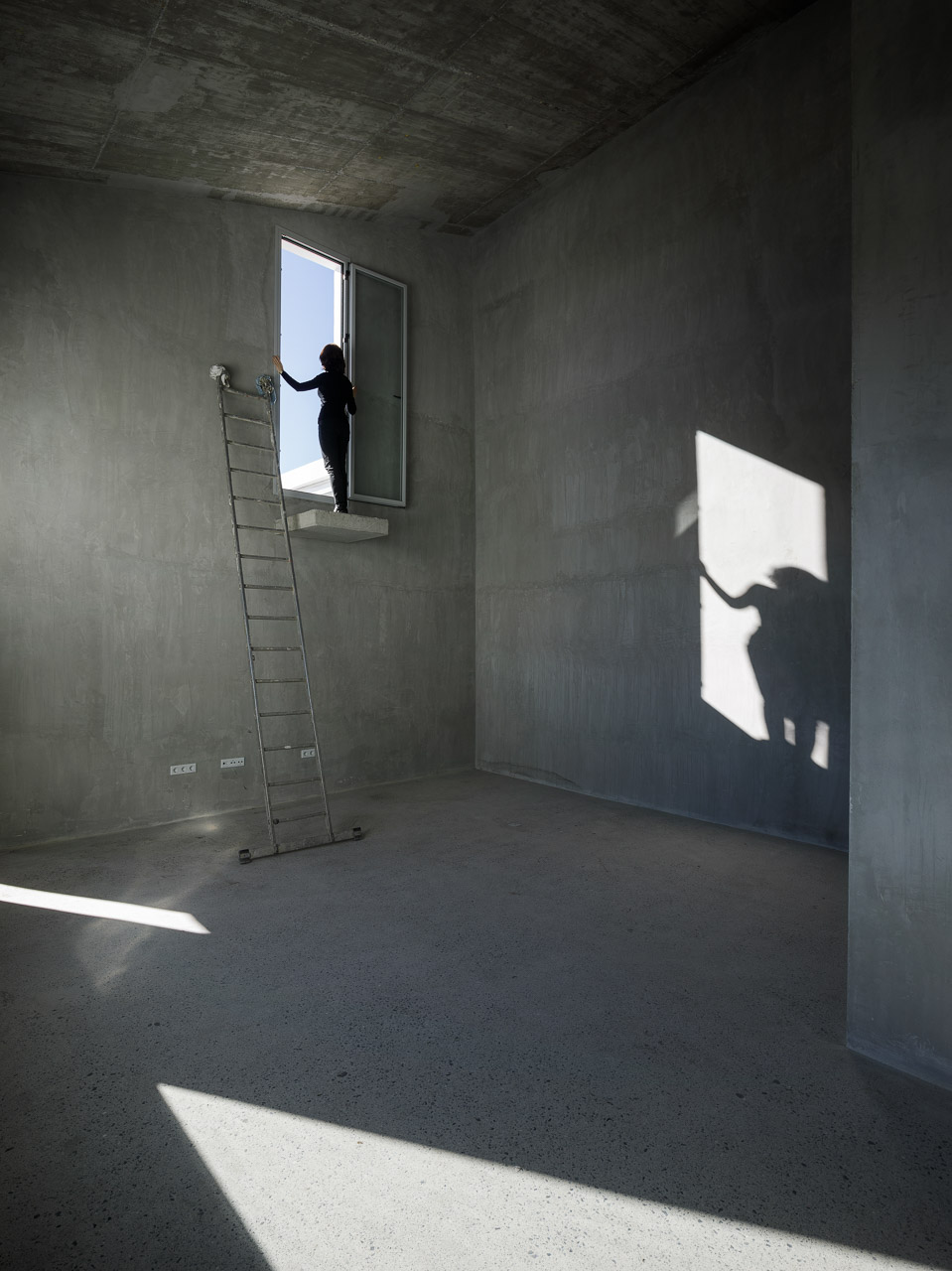
Abitazioni sperimentali nel Realejo, Granada.

## Premi e riconoscimenti
Tra i riconoscimenti ricevuti, si distinguono la Menzione d'Onore del Premio arcVision 2016, lo Swiss Architectural Award 2017-2018 - prima donna ad esserselo aggiudicata - e la Menzione Internazionale del Prix des femmes architectes 2019. Inoltre:
- Menzione Cerámica ASCER (2019), nella categoria "Architettura", per il "Patio de los Valientes" e la nuova sala dei genitori, Ospedale Virgen del Rocío, Siviglia[28].
- Primo Premio della terza edizione di Architettura di Ceramica (2015-2017), indetto dalla HISPALYT (Associazione Spagnola dei Produttori di Laterizi e Ceramiche di Argilla Cotta), nella categoria "riabilitazione", per la Sala di esposizioni del Convento di San Domenico a Huéscar In collaborazione con Antonio Jiménez Torrecillas[46].
- Finalista Premi FAD (2012) per la Scuola materna del quartiere di Serrallo a Granada[31].
- Primo premio "Abitare il Mediterraneo" (2011), indetto dalla UMAR (Unione degli Architetti del Mediterraneo).[senza fonte]
- Finalista IX Biennale Spagnola di Architettura e Urbanismo (2007) per il Centro Sociale Polivalente a Lancha del Genil[47].
- Menzione "Residencia Singular" (2004), indetto dal Consiglio Superiore dei Collegi di Architetti di Spagna, nella categoria "opera costruita", per la Casa San Isidro a Granada.[senza fonte]
- Terzo Premio "Viviendas Sociales y Vivienda de protección oficial" (2004), indetto dal Consiglio Superiore dei Collegi di Architetti di Spagna, nella categoria "opera costruita", per 13 abitazioni auto-costruite a Palenciana.[senza fonte]
- Secondo Premio nel Concorso Internazionale di Idee per l'adeguamento degli accessi dell'Alhambra (1999). In collaborazione con F. del Corral, I. Fdez Sánchez Aragón, B. Reinoso e A. Bermejo.[senza fonte]